# Dissanthelium peruvianum
Dissanthelium peruvianum är en gräsart som först beskrevs av Christian Gottfried Daniel Nees von Esenbeck och Franz Julius Ferdinand Meyen, och fick sitt nu gällande namn av Pilg.. Dissanthelium peruvianum ingår i släktet Dissanthelium och familjen gräs. Inga underarter finns listade i Catalogue of Life.